# پایپر ایرکرفت
پایپر ایرکرفت (به انگلیسی: Piper Aircraft) یک شرکت آمریکایی تولیدکننده هواگردهای هوانوردی عمومی است که در فرودگاه شهری، ورو بیچ، فلوریدا، آمریکا مستقر است و از سال ۲۰۰۹ تحت مالکیت دولت برونئی قرار دارد.
شرکت پایپر ایرکرفت به همراه شرکت بیچ‌کرفت و سسنا سه شرکت بزرگ تولیدکننده هواگرد در بخش هوانوردی عمومی است.
از سال ۱۹۲۷ تا سال ۲۰۰۹ این شرکت بیش از ۱۴۴۰۰۰ هواپیما در ۱۶۰ مدل تولید کرده‌است که ۹۰۰۰۰ تای آنها هنوز در حال پرواز و کار هستند.